# Acció (grup musical)
Acció és un grup de música pop rock amb accent reggae que va ser fundat el 2008 a Torroella de Montgrí. El grup està format per Aleix Cansell (teclat i veus), Alex masjuan i Pau Feliu (baix elèctric i veus), Jordi Pareta (veu principal guitarra), Lucas Hope (bateria), Eduard Frigola (saxo), Aniol Alabau (trompeta) i Marc Foix (guitarra elèctrica).

## Història
El grup va néixer el 2008 a Torroella de Montgrí d'una manera força espontània. Els membres era un grup d'amics que passava les tardes fent el que més els agradava: música. A partir d'aquí, van veure que tenien la possibilitat de complir el seu somni de crear un grup musical, i amb el pas del temps, així ho van fer. Van crear el seu grup, sota el nom d'Acció Festiva, el 23 de juliol de 2008.
Acció Festiva tocava cançons amb estil ska rock, i dos anys després de la seva creació, va gravar el seu primer àlbum d'estudi: La torrada, gravat als estudis 44.1 d'Aiguaviva. Amb aquest primer àlbum van realitzar una gira de més de 80 concerts en sales i escenaris de Catalunya, el que els va ajudar a donar-se a conèixer. Dos anys després de la gravació del primer àlbum, van començar a gravar el segon àlbum d'estudi del grup, el 2012, van començar a gravar el segon àlbum d'estudi del grup, On sóc ara, llençat el 2013, amb la discogràfica RGB Suports i gravat als estudis Ground.
Amb aquest àlbum el grup van canviar el seu estil de ska rock a un estil pop-rock i reggae. Amb aquest canvi d'estil, i identificant-se ells mateixos com persones que han canviat i evolucionat durant aquests anys des del seu començament, van passar de ser Acció Festiva a Acció, tal com són actualment. On sóc ara està format per deu cançons on es reflecteix tot el que ha viscut el grup des que es va formar el 2008 com a Acció Festiva.

## Discografia
- La torrada (2010, sota el nom d'Acció Festiva)

| Núm.          | Títol              | Composició    | Durada |
| ------------- | ------------------ | ------------- | ------ |
| 1.            | «Passa a l'acció»  |               | 2:54   |
| 2.            | «És tan fàcil»     |               | 5:22   |
| 3.            | «La torrada»       |               | 5:12   |
| 4.            | «Somiaré»          |               | 5:46   |
| 5.            | «I per què no?»    |               | 5:01   |
| 6.            | «Aquella nit»      |               | 3:23   |
| 7.            | «Mots silents»     |               | 4:54   |
| 8.            | «Nit jove»         |               | 3:59   |
| 9.            | «Serrallonga»      |               | 4:30   |
| 10.           | «Tramuntana»       |               | 3:59   |
| 11.           | «Ni un pas enrere» |               | 4:08   |
| 12.           | «Seguirem»         |               | 3:23   |
| Durada total: | Durada total:      | Durada total: | 49:91  |

- On sóc ara (2013)

| Núm.          | Títol                 | Composició    | Durada |
| ------------- | --------------------- | ------------- | ------ |
| 1.            | «Ser diferent»        |               | 3:12   |
| 2.            | «Cau»                 |               | 2:46   |
| 3.            | «Regalo»              |               | 3:05   |
| 4.            | «Jo em pregunto»      |               | 4:09   |
| 5.            | «Sento»               |               | 3:27   |
| 6.            | «Riure per viure»     |               | 3:47   |
| 7.            | «Al meu cap»          |               | 2:56   |
| 8.            | «Sóc»                 |               | 3:58   |
| 9.            | «El cel de l'Empordà» |               | 3:36   |
| 10.           | «Et vull dir»         |               | 2:58   |
| Durada total: | Durada total:         | Durada total: | 31:54  |

- 1001 Colors (2015)

| Núm.          | Títol              | Composició    | Durada |
| ------------- | ------------------ | ------------- | ------ |
| 1.            | «Si vols»          |               | 3:50   |
| 2.            | «Just when»        |               | 3:36   |
| 3.            | «Tot està per fer» |               | 4:00   |
| 4.            | «Com si res»       |               | 3:05   |
| 5.            | «Com balles tu»    |               | 3:53   |
| 6.            | «It's your call»   |               | 3:58   |
| Durada total: | Durada total:      | Durada total: | 22:22  |